# Відкритий шлюб
Відкритий шлюб — форма немоногамії, в якій партнери діадичного шлюбу погоджуються, що кожен може вступати в позашлюбні статеві або романтичні стосунки, не розцінюючи це як зраду, і розглядають або встановлюють вільні стосунки, незважаючи на неявну моногамію та одруження. Існують різні форми відкритого шлюбу, такі як свінг і поліаморія, причому кожен з партнерів має різний рівень участі в діяльності свого подружжя.

## Термінологія
Загальне визначення відкритого шлюбу полягає в тому, що між двома партнерами є домовленість про певну ступінь сексуальної взаємодії поза парою. Існують різні форми відкритого шлюбу, причому кожен з партнерів має різний рівень впливу на діяльність свого подружжя.
Термін відкритий шлюб виник у соціології та антропології. Протягом 1960-х років дослідники використовували «закритий шлюб», щоб позначити практику спільнот і культур, де люди мали намір одружуватися на основі соціальних умов і заборон, а також відкритий шлюб, де люди мали можливість самостійно вибирати подружжя.
Нена О'Ніл і Джордж О'Ніл змінили значення цього терміну з публікацією своєї книги «Відкритий шлюб» у 1972 році. О'Нілли описують відкритий шлюб як стосунки, в яких кожен партнер має місце для особистісного зростання та може індивідуально розвивати зовнішню дружбу, а не нав'язливо зосереджуватися на своєму подружжі та своїй сім'ї (бути «закритим»). Більша частина книги описує підходи до пожвавлення шлюбу в сферах довіри, гнучкості ролей, спілкування, ідентичності та рівності. Розділ 16 під назвою «Любов без ревнощів» присвятив 20 сторінок припущенню про те, що відкритий шлюб може включати деякі форми сексуальності з іншими партнерами. Завдяки частим появам О'Ніллів на телебаченні та в журнальних статтях це перевизначення увійшло в загальну свідомість, і відкритий шлюб став синонімом сексуально немоногамного шлюбу.
У своїй книзі 1977 року «Шлюбні передумови» Нена О'Ніл виступала за сексуальну вірність у розділі з такою назвою. Як вона пізніше сказала: «Вся сфера позашлюбного сексу є чутливою. Я не думаю, що ми коли-небудь сприймали це як концепцію для більшості, і, звичайно, це не виявилося».

### Проблеми визначення
Значення відкритого шлюбу може відрізнятися від дослідження до дослідження залежно від того, як конкретні дослідники встановили свої критерії відбору.
Люди можуть стверджувати, що мають відкритий шлюб, якщо їхні подружжя не погоджуються. Дослідження та статті, які опитують людей без урахування їхнього одруженого статусу, можуть не отримати точної інформації про фактичний «відкритий» статус шлюбу. Блумштайн і Шварц запитали понад 6000 пар, чи погоджуються вони дозволяти секс поза стосунками. При індивідуальному опитуванні партнери в деяких парах давали дуже різні відповіді на це питання; відповідні відповіді від однієї подружньої пари були
- «Ми ніколи не говорили про зраду, але жоден з нас не вірить у це. Не думаю, що я б коли-небудь пробачила його. Не думаю, що змогла б. Я не знаю. Я не я не стикався з такою ситуацією». (Blumstein & Schwartz, 1983, сторінка 287)[4]
- «Звичайно, у нас є розуміння. Це „Роби те, що хочеш. Ніколи не повертайся до того самого“. Бачиш, ось тут тобі й голова зійде, вдруге повернутися до тієї самої людини». (Blumstein & Schwartz, 1983, сторінка 286)[4]

Пари можуть мати відкритий шлюб в принципі, але не вступати в позашлюбний секс. Дослідження, які визначають відкритий шлюб лише за згодою, мають тенденцію повідомляти про вищу частоту, ніж дослідження, які визначають відкритий шлюб за згодою та поведінкою. Спанієль і Коул виявили, що 7 відсотків пар розглянули б можливість вступу в відкритий шлюб, але лише 1,7 відсотка пар повідомили, що мали відкритий шлюб, який насправді включав позашлюбний секс. Блюмштейн і Шварц виявили, що 15 % подружніх пар мають угоду, яка дозволяє позашлюбний секс, але лише близько 24 % чоловіків і 22 % жінок (або 6 % і 5 % від загальної кількості, відповідно), які мали таку угоду, фактично займалися позашлюбним сексом протягом попереднього року.
Дослідники застосовували відкритий шлюб у надто вузьких термінах, наприклад, коли Гант використовував це саме для того, щоб означати пари, що перебувають у свінгу, які зустрічаються з іншими парами, які перебувають у шлюбі, щоб помінятися партнерами.
Відкритий шлюб зазвичай визначається з точки зору законно одружених партнерів протилежної статі, тому зібрані дані можуть не поширюватися на інші види відкритих стосунків. Наприклад, співжилі пари, як правило, виявляють більший рівень залученості до позареляційної близькості порівняно з подружніми парами. Гей-пари демонструють дуже високий рівень відкритих стосунків порівняно з гетеросексуальними парами.
Не вистачає змісту щодо навчання та освітніх програм у відкритому шлюбі та різноманітних структурах стосунків. Через це існує багато невизначеності щодо теми.
Поширені помилкові уявлення про немоногамію включають те, що вона порушує принципи всіх релігій і що вона еквівалентна полігінії (один чоловік має кілька дружин) або полігамії (шлюб багатьох чоловіків).

### Ідеали відкритого шлюбу
- Життя тут і зараз у поєднанні з реалістичними очікуваннями: зменшується прихильність і жертви довгостроковими цілями.
- Особиста конфіденційність: більша повага до особистого життя, ніж у традиційному шлюбі.
- Відверте та чесне спілкування: обмін, саморозкриття та продуктивна боротьба.
- Рольова гнучкість: відкриті партнери демонструють це значно.
- Відкрите товариство: уникнення традиційних шлюбних припущень про подружжя. Це може включати розвиток глибоких особистих сексуальних стосунків з іншими членами поза шлюбом.
- Рівність: рівність як влади, так і відповідальності.
- Прагнення до ідентичності: унікальність особистості цінується, відмінності не сприймаються як загроза.
- Взаємна довіра: припущення, що все відкрито і що партнер не є власністю, яку охороняють.[12]

## Підтримка стосунків
Вплив відкритого шлюбу на стосунки залежить від пари. Деякі пари повідомляють про високий рівень задоволеності шлюбом і мають тривалий відкритий шлюб. Інші пари відмовляються від відкритого шлюбного способу життя та повертаються до сексуальної моногамії. Ці пари можуть продовжувати вірити, що відкритий шлюб є правильним способом життя, але не для них.
Наскільки відкритий шлюб насправді сприяє розлученню, залишається невизначеним. Блумштайн і Шварц відзначають дещо вищий ризик розлучення серед пар, які займаються позашлюбним сексом, навіть якщо пари погоджуються дозволити позашлюбний секс. Однак Рубін і Адамс не помітили жодної суттєвої різниці в ризику розлучення для пар у відкритих шлюбах і пар у сексуально моногамних шлюбах.

### Проблеми ревнощів
Дослідження 1981 року показало, що близько 80 відсотків людей у відкритому шлюбі відчували ревнощі через свої стосунки. Пари у відкритому шлюбі відчували стільки ж або навіть більше ревнощів, ніж люди в сексуально моногамних шлюбах.
Люди, які відчувають нормальні ревнощі, мають принаймні дев'ять стратегій боротьби з ревнощами. Стратегії вирішення проблем включають: покращення первинних стосунків, втручання у стосунки суперника, вимогливість відданості та самооцінки. Стратегії, орієнтовані на емоції, включають: приниження партнера чи суперника, розробку альтернатив, заперечення/уникнення, підтримку/катарсис і виклик оцінки. Ці стратегії пов'язані з регулюванням емоцій, управлінням конфліктами та когнітивними змінами.

## Стилі
Пари у відкритому шлюбі можуть віддавати перевагу різним видам позашлюбних стосунків. Пари, які віддають перевагу позашлюбним стосункам, наголошуючи на любові та емоційній залученості, мають поліамурний стиль відкритого шлюбу. Пари, які віддають перевагу позашлюбним стосункам, наголошуючи на сексуальному задоволенні та розважальних дружніх стосунках, мають свінговий стиль відкритого шлюбу. Ці відмінності можуть залежати від психологічних факторів, таких як соціосексуальність, і можуть сприяти формуванню окремих спільнот поліаморії та свінгу. Однак, незважаючи на відмінності, усі відкриті шлюби мають спільні проблеми: відсутність соціального визнання, потреба підтримувати здоров'я своїх стосунків і уникати нехтування, а також потреба керувати ревнивим суперництвом.
Багато відкритих пар встановлюють правила, які забороняють емоційну прив'язаність, позашлюбних дітей, позашлюбний секс у подружньому ліжку, позашлюбний секс з тими, хто знайомий обом партнерам, або позашлюбний секс без використання бар'єрної контрацепції.
Деякі відкриті шлюби є односторонніми. Деякі ситуації, що викликають це, коли лібідо партнерів сильно відрізняються, або хвороба робить одного партнера нездатним або більше не бажає сексу. Пара може залишатися разом, поки один із партнерів шукає сексуального задоволення, як вважає за потрібне. Різниця між цими ситуаціями та ситуацією зради полягає в тому, що обидва партнери у шлюбі знають про домовленості та погоджуються на них.

### Типи відкритості: від «поліамурного стилю» до «свінінгового стилю»
Позашлюбні стосунки відрізняються за ступенем бажаної сексуальної участі та ступенем бажаної емоційної участі. Отримавши потенціал немоногамної інтимності, певна особа може бути мотивована більше бажанням мати кілька сексуальних партнерів або ширшим еротичним досвідом, ніж це пропонує моногамія, або бажанням мати багато інших, з ким можна створити емоційний або сімейний зв'язок.
Поліаморія мотивована бажанням розширити любов шляхом розвитку емоційно залучених стосунків із позашлюбними партнерами. Свінг мотивується бажанням отримати фізичне задоволення шляхом участі в сексуальних діях із позашлюбними партнерами. Різниця між поліаморністю та свінгом стосується відкритих шлюбів. Розмежування поліаморії та свінгу з'явилося в академічній літературі у популярних медіа та на веб-сайтах, присвячених відповідно поліаморії та свінгу. Світ-сайти, присвячені гойдалкам, воліють розрізняти подібні до «утопічних свінгерів» і «рекреаційних свінгерів» Гулда.
Поліамурний стиль відкритого шлюбу наголошує на розширенні любовних стосунків шляхом розвитку емоційної прихильності до позашлюбних партнерів. Розмахуючий стиль відкритого шлюбу наголошує на фізичному задоволенні від залучення до розважального сексу з позашлюбними партнерами.

### Психологічна основа
Віддавання переваги поліаморному стилю відкритого шлюбу, а не свінгу, може залежати від багатьох психологічних факторів. Одним із факторів може бути соціосексуальність, готовність людини до сексуальної поведінки без емоційних зв'язків із статевим партнером. Кажуть, що особи, які дуже охоче займаються сексуальною поведінкою без емоційних зв'язків, мають необмежену соціосексуальність. Кажуть, що особи, які дуже не бажають займатися сексуальною поведінкою без емоційних зв'язків, мають обмежену соціосексуальність. Індивіди можуть змінюватися в континуумі від необмеженої до обмеженої соціосексуальності.

### Наслідки для спільноти
Пари з різними стилями відкритого шлюбу, як правило, самовідокремлюються, щоб знайти інших, які поділяють схожі філософії та інтереси, що, ймовірно, сприяло розвитку окремих спільнот поліаморії та свінгу. Вони пропонують інформаційні ресурси та підтримку, навіть якщо дана пара у вільному шлюбі не може приєднатися до жодної спільноти. Деякі пари можуть не віддавати перевагу жодному стилю відкритого шлюбу, почуваючись однаково як вдома в будь-якій спільноті.
Партнери в парі можуть відрізнятися за своїми уподобаннями. Один партнер може віддати перевагу поліамурному стилю відкритого шлюбу та брати участь у спільноті поліаморії, тоді як інший партнер може віддати перевагу стилю відкритого шлюбу свінгу та брати участь у спільноті свінгу. Таким чином, відмінності в уподобаннях подружжя та індивідуальних уподобаннях можуть призвести до збігу між поліаморними та свінінговими спільнотами.

## Відсутність прийняття

### Християнство та інші релігії
Деякі критики заперечують проти відкритих шлюбів на тій підставі, що відкриті шлюби порушують релігійні принципи. Наприклад, відкриті шлюби суперечать традиційній християнській доктрині. Відкриті шлюби також порушують заборону перелюбу в Десяти Заповідях. Визначення сексуальної аморальності в християнстві включає практику відкритого шлюбу, і тому вона вважається незмінною причиною для розірвання шлюбу. Єврейська релігія в цих питаннях дотримується подібних цінностей, як і християнство. Мусульмани або ісламські вчення, однак, допускають полігінні шлюби, хоча лише для партнера-чоловіка. Іслам забороняє цю практику для партнерки. Уявна обґрунтованість цих заперечень цілком залежить від індивідуальної віри. Аргументи про віру та раціональність виходять за рамки цієї статті. Як правило, немоногамні люди, як правило, не дуже релігійні. Огляд 1998 року показав, що в різних дослідженнях більшість свінгерів (приблизно дві третини) стверджували, що не мають релігійної приналежності.

### Докази несхвалення
Опитування показують незмінно високий рівень несхвалення позашлюбного сексу. Гант згадує три опитування населення, проведені в 1960-х роках, під час яких переважна більшість не схвалювала позашлюбний секс за будь-яких умов. Останні опитування показують, що 75–85 % дорослих у Сполучених Штатах не схвалюють позашлюбні статеві стосунки. Подібні рівні несхвалення спостерігаються в інших західних суспільствах. Відмер, Треас і Ньюком опитали понад 33 500 осіб у 24 країнах і виявили, що 85 % людей вважають позашлюбний секс «завжди» або «майже завжди» неправильним. Значна частина несхвалення пояснюється «релігійними та моральними причинами».
Кілька досліджень показали більш пряме несхвалення відкритого шлюбу. У загальнонаціональному дослідженні кількох сотень жінок і чоловіків Гант (1974) повідомив, що близько 75 % жінок і понад 60 % чоловіків погоджуються з твердженням «Обмін партнерами — це неправильно». Дослідження, проведене в 1975 році за участю кількох сотень чоловіків і жінок, які проживали на середньому заході Сполучених Штатів, показало, що 93 % не подумали б про участь у свінгу. Дослідження 2005 року запитало 111 студенток про різні форми шлюбу та сім'ї. Ці молоді жінки вважали відкритий шлюб однією з найменш бажаних форм шлюбу, при цьому 94 % сказали, що вони ніколи не брали б участь у шлюбі, де чоловік має право на секс поза шлюбом, і 91 % сказали, що вони ніколи не брали б участь у шлюбі. де жінка має право на секс поза шлюбом.

### Турбота про здоров'я
Дослідження 1970-х років показали, що секс із великою кількістю партнерів підвищує ризик зараження хворобами, що передаються статевим шляхом. Ці побоювання не стосуються тільки відкритого шлюбу, який торкнеться лише 1-6 % одруженого населення. Дослідження 1985 року показало, що 33 % чоловіків-свінгерів і 10 % жінок-свінгерок стверджували, що активно бояться цього ризику. У дослідженні 1992 року захворювання, що передаються статевим шляхом, очолювали список недоліків свінгу, а 58 % свінгерів висловлювали певний страх перед ВІЛ/СНІДом. У 1990-х роках деякі пари вирішили відмовитися від відкритого шлюбного способу життя та стати сексуальною моногамністю у відповідь на ВІЛ/СНІД.
Дослідження 1998 року показало, що ризик захворювань, що передаються статевим шляхом, можна значно зменшити, якщо практикувати безпечний секс. Однак відсоток людей у відкритому шлюбі, які практикують безпечний секс, залишається спірним. Анекдотичні спостереження варіювалися від стверджувань, що ніхто на свінг-заході не займався безпечним сексом, до стверджувань, що всі на заході практикували безпечний секс. Опитування свінгерів показало, що «понад 62 % сказали, що вони змінили свою поведінку через страх СНІДу. Дві найбільш часто згадувані зміни — вибірковість, з ким вони свінгують, і безпечніший секс (наприклад, використання презервативів). Майже 7 % сказали, що вони кинули свінг через епідемію СНІДу Нарешті, одна третина сказала, що вони не змінили жодних своїх звичок, і більше третини з цих респондентів сказали, що ніщо, навіть СНІД, не змусить їх змінитися».

### Психологічні фактори
Кілька авторів вважають відкриті шлюби психологічно шкідливими. Вони стверджували, що сексуальна немоногамія виявляється занадто важкою для більшості пар, і їхні стосунки страждають від цього.
Дослідження 1980-х років показали, що пари повідомляють про високий рівень задоволеності та насолоджуються тривалими відкритими шлюбами. Дослідження 1995 року показало, що деякі пари відмовляються від відкритого шлюбу та повертаються до сексуальної моногамії. Ці пари можуть продовжувати розглядати відкритий шлюб як дійсний спосіб життя для інших, але не для себе. Дослідження 1974 року показало, що інші пари стикаються з проблемами та повідомляють, що відкритий шлюб сприяв їхнім розлученням.

### Втрата соціальної підтримки
Рішуче соціальне несхвалення відкритого шлюбу може призвести до втрати психологічних переваг і переваг для здоров'я. Люди у відкритому шлюбі можуть приховувати свій спосіб життя від родини, друзів і колег. Блюмштайн і Шварц зазначають:
Відкриті немоногамні пари, які перебувають у шлюбі чи співжитті, часто відчувають, що решта світу вважає їх дивними чи аморальними. Їм доводиться будувати своє сексуальне життя всупереч решті суспільства. Вони можуть розуміти одне одного, але зазвичай тримають це в таємниці від сім'ї, друзів і колег по роботі. (Blumstein & Schwartz, 1983, pages 294–295)
Зберігання способу життя в таємниці зменшує кількість соціальної підтримки, доступної людям у відкритому шлюбі.

## Захворюваність
У 1983 році Блумштайн і Шварц визначили, що з 3498 одружених чоловіків 903 мали угоду зі своїми дружинами, що дозволяли позашлюбні статеві стосунки; з них 24 % (217 чоловіків) фактично були залучені до позашлюбного сексу протягом попереднього року, і загалом 6 % були активно залучені до відкритих шлюбів протягом попереднього року. Це лише трохи менше для жінок, де з 3520 заміжніх жінок 801 мала угоду зі своїм подружжям, що дозволяла позашлюбні статеві стосунки, а 22 % (або 176 жінок) фактично брали участь у позашлюбних статевих стосунках протягом попереднього року. Це означає, що близько 5 % заміжніх жінок брали активну участь у відкритих шлюбах протягом попереднього року.
Ці оцінки трохи вищі, ніж оцінки інших дослідників. Гант, ґрунтуючись на інтерв'ю під час національного дослідження сексуальної поведінки 1974 року, підрахував, що від 2 % до 4 % одруженого населення були залучені до відкритих шлюбів. Бартелл (1971) підрахував, що 2 % одруженого населення були залучені до відкритих шлюбів. Найнижча оцінка походить від дослідження, проведеного Спаньєром і Коулом (1975) за участю кількох сотень людей, що проживають на середньому заході Сполучених Штатів, яке виявило, що 1,7 % одружених людей перебувають у відкритому шлюбі.
Після публікації «Відкритого шлюбу» у 1972 році популярні медіа висловили переконання, що відкриті шлюби зростають. Однак Гант дійшов висновку, що частота позашлюбних статевих стосунків залишалася приблизно однаковою протягом багатьох років:
Серед дружин віком до 25 років спостерігається дуже значне зростання, але навіть воно лише наблизило частоту позашлюбної поведінки серед цих молодих жінок до рівня, але ще не зрівняло її з частотою позашлюбної поведінки серед чоловіків віком до 25 років. (Hunt, 1974, page 254)
Гант пояснив помилкове враження про збільшення числа відкритих шлюбів масою книг, статей і телевізійних шоу, присвячених цій темі. Він також зазначає, що спекулятивні коментарі про збільшення відкритого шлюбу іноді повторювалися досить часто, щоб люди цитували їх як доказ.
Майже двадцять років потому (1993) у національному дослідженні сексуальної поведінки Янус і Янус також заперечували, що відкриті шлюби зростають, і припустили, що кількість відкритих шлюбів могла зменшитися:
Незважаючи на популяризацію в книзі з такою назвою на початку 1970-х років, відкритий шлюб так і не став настільки поширеним, як несанкціоновані позашлюбні зв'язки, і його популярність, схоже, ще більше знижується сьогодні. (Janus & Janus, 1993, pages 197–198)
Значний інтерес медіа може змусити людей подумати, що випадки відкритих шлюбів зростають. І навпаки, увага засобів масової інформації до шлюбного руху може ввести людей в оману, вважаючи, що кількість відкритих шлюбів зменшується. Вайс (1997) зазначає, що «немає жодних наукових підстав для висновку, що популярність цих моделей зросла раніше або що вони стали менш поширеними у 1980-х і 1990-х роках».

## Подальше читання
- Block, J. (2009). Open: Love, Sex and Life in an Open Marriage. Seal Press. ISBN 978-1580052757ISBN 978-1580052757
- O'Neill, N. / O'Neill, George (1984). Open Marriage: A New Life Style for Couples. M. Evans & Company. ISBN 978-0871314383ISBN 978-0871314383
- Schott, O. (2014). In Praise of Open Relationships. On Love, Sex, Reason, and Happiness. Bertz + Fischer Publishing. ISBN 978-3-86505-725-9ISBN 978-3-86505-725-9